# Chaetonotus chuni
Chaetonotus chuni är en djurart som tillhör fylumet bukhårsdjur, och som beskrevs av Voigt 1901. Chaetonotus chuni ingår i släktet Chaetonotus och familjen Chaetonotidae. Arten är reproducerande i Sverige. Inga underarter finns listade i Catalogue of Life.